# Vaxxed
Vaxxed: From Cover-Up to Catastrophe är en amerikansk pseudovetenskaplig propagandafilm från 2016, som hävdar att den amerikanska folkhälsomyndigheten Center for Disease Control and Prevention (CDC) mörklägger ett påstått samband mellan MPR-vaccinet och autism.  Enligt Variety utger sig filmen för att "undersöka påståenden från en erfaren forskare vid CDC om att myndigheten i fråga manipulerat och förstört data om en viktig studie gällande autism och MPR-vaccinet". Kritiker har avvisat Vaxxed som vaccinkritisk propaganda.
Filmen är regisserad av antivaccinaktivisten Andrew Wakefield, som ströks ur läkarregistret i Storbritannien 2010 på grund av etiska överträdelser i samband med hans forskning om vaccinernas påstådda roll i uppkomsten av autism. Filmen var avsedd att ha premiär på Tribeca Film Festival 2016, men ströks från evenemanget av arrangörerna. I en recension beskrev Indiewire Wakefield som en djupt partisk berättare.
Uppföljaren Vaxxed II: The People's Truth hade premiär i november 2019.

## Bakgrund
1998 publicerade Wakefield med 12 andra en studie i The Lancet av sig för att påvisa att MPR-vaccinet orsakade autism. År 2010 drogs studien tillbaka och Wakefield ströks av läkarregistret i Storbritannien på grund av "etiska överträdelser och underlåtende att avslöja ekonomiska intressekonflikter" och för fabricering av bevis om samband mellan MPR-vaccinet och autism. En betydande del av efterföljande forskning har visat att det inte finns någon koppling mellan MPR-vaccinet och autism. Wakefield har under årens gång blivit en ledare inom den antivaccinationsrörelse som hans diskrediterade forskning hjälpt till att skapa.
Del Bigtree, producent av Vaxxed, producerade tidigare The Doctors, en amerikansk talkshow om medicinsk rådgivning. British Medical Journal genomförde en studie om The Doctors och The Dr. Oz Show, vilken kom att avslutas med en varning om programmen: "Konsumenterna bör förhålla sig skeptiska till programmens rekommendationer ... eftersom detaljerna är bristfälliga och endast en tredjedel till hälften av dem är grundade i trovärdiga eller något så när trovärdiga bevis ".   Som allt amerikanskt tv-innehåll om medicin eller relaterade till medicinsk teleshopping visar de två programmen i slutet av sina avsnitt amerikanska läkemedelsmyndigheten FDA:s obligatoriska ansvarsfriskrivningar. Meddelandena anger att programmens råd inte har medicinskt godkännande och att tittare bör diskutera dem med läkare. 
Filmen producerades av Autism Media Channel som leds av Wakefield.

## Narrativ
Enligt Variety utger sig Vaxxed för att "undersöka påståenden från en erfaren forskare vid CDC om att myndigheten i fråga manipulerat och förstört data om en viktig studie om autism och MPR-vaccinet". Filmen presenterar det så kallade "CDC-visselblåsarnarrarivet"  som bygger på anti-vaccinationsaktivisten och docenten Brian Hookers artikel som beskriver påståenden från CDC-forskaren William Thompson. Thompson säger sig ha utelämnat en korrelation de fann mellan vaccination och autism hos afroamerikanska pojkar från redogörelse om forskning. En IOM-rapport från 2011 visade dock att det inte finns bevis för att ett sådant samband mellan MPR-vaccinet och autism. Vaxxed innehåller redigerade utdrag från flera telefonsamtal mellan Hooker och Thompson inspelade utan Thompsons vetskap. Hookers artikel från 2014 om narrativet drogs efter filmen tillbaka på grund av "allvarliga tvivel över slutsatsens giltighet". 2015 bekräftade CDC att en sådan initial korrelation inte längre gick att påvisa efter djupgående analys av barnen som deltog i undersökningen.
Dessa timslånga obehöriga telefoninspelningar av Thompson som "klippt och klistrats" utgör enligt Houston Press "kärnan i hela filmen ... och något mer än det finns inte". I berättelsen "CDC whistleblower" sa Philip LaRussa, professor i barnmedicin vid Columbia University Medical Center, att filmskaparna "sa att det finns denna silverkula här och CDC döljer det, och ingen annan har noterat denna fråga, vilket inte är fallet ". Thompson visas inte i filmen och såg den inte innan den släpptes. Thompson hade släppt ett uttalande om kontroversen 2014 som New York Times diskuterade i sin täckning av Vaxxed ; Times beskrev det som "att säga att medan han ifrågasatte 2004 års undersökning av vissa uppgifter, skulle han aldrig avråda folk från att vaccineras."

## Premiär och distribution
Filmen skulle haft premiär på Tribeca Film Festival 2016 vilket förorsakade utbredd offentlig kritik, om att ge utrymme för Wakefield och hans diskrediterade teorier. Skådespelaren Robert De Niro, som hör till festivalens grundare, försvarade beslutet att visa filmen. De Niro skrev på Facebook att filmen var "mycket personlig" för honom då han själv har ett barn med autism  och sa att han hoppades på offentlig debatt.  Kort innan den planerade visningen tillkännagav De Niro att filmen inte skulle visas, och uppgav att samråd med andra representanter för filmfestivalen och representanter från vetenskapsvärlden ledde honom till slutsatsen att visning av filmen inte skulle bidra till något nytt i debatten.
Efter att ha avvisats från Tribeca Film Festival åtog sig Cinema Libre distributionen av filmen. Den fick premiär vid Angelika Film Center i New York City 1 april 2016  för en publik på "några dussin".
Som reaktion på Cinema Libres beslut att distribuera filmen skrev Todd Drezner, far till en autistisk son och skapare av en film om neurodiversitet ett öppet brev till Cinema Libre i vilket  han kritiserade Vaxxed och Cinema Libres distributionsbeslut. Drezner skrev: "Genom att släppa Vaxxed skadar Cinema Libre aktivt tusentals autister. Medan vi borde diskutera sätt att  stödja autister och hjälpa dem att leva rika liv, får filmcentret oss att följa en vanryktad vetenskapsman och oärlig filmmakare nerför ett kaninhål som bara leder till sedan länge motbevisade konspirationsteorier. Jag är djupt besviken."
Filmen fick en privat visning i Cannes 2017 medan filmfestivalen i Cannes pågick. Vid den tiden uppgav Cinema Libre att filmen inbringat 1,2 miljoner dollar och att italienska, tyska, polska och kinesiska distributionsavtal ingåtts. 

## Bemötande
På webbplatsen Rotten Tomatoes  har filmen ett betyg på 38% baserat på 13 recensioner och ett genomsnittligt betyg på 4,3 / 10. 
Dokumentärregissören Penny Lane uppgav: "Den här filmen är inte någon opartisk utredning om påståendet att vacciner orsakar autism, då filmen är regisserad av bluffens skapare själv." 
En recension av Ed Cara från hälso- och vetenskapssajten Medical Daily säger att "[ Vaxxed ] inte bryr sig om att övertyga sin publik genom bevisning. Istället tar Wakefield, Hooker och producenten Del Bigtree tittaren genom en vältrampad stig av känslomässiga argument, statistik tagna ur kontext ... och dimmiga konspirationsteorier."  Eric Kohn från filmnyhetswebbplatsem Indiewire skrev att "Wakefields till synes metodiska genomgång och didaktiska berättande stöder sig på massor av slumpmässiga faktoider tagna ur sitt sammanhang för att stödja hans agenda." 
Joe Leydon, en filmkritiker från tidningen Variety. beskriver filmen som en "snyggt producerad men vetenskapligt tvivelaktig broderi av lösryckt paranoia" och varnar för dess konspiratoriska  "anti-Big Pharma konspirationshetsning." 
Mick LaSalle från San Francisco Chronicle framhöll att filmen är polemisk och passionerat försvarar sina ståndpunkter, vilket blir övertygande för tittaren.
Pete Vonder Haar från Houston Press beskrev filmen som ett "tragiskt bedrägeri".Sarah Gill från tidningen The Age kritiserar likaså filmen. 

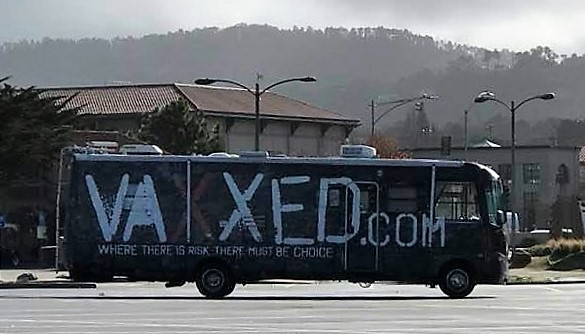
Vaxxed-bussen - Monterey, Kalifornien 2020

## Uppföljare -Vaxxed II: The People's Truth
I början av november 2019 släpptes Vaxxed II: The People's Truth, producerad av Robert F. Kennedy Jr. i USA. Kärnan i filmen är video av individuella vittnesmål som framförs åt kampanjdeltagarna som åkte runt i Vaxxed-turnébussen runtom USA under 2016. 
Gällande filmen förklarade Newsweek att den "det inte alls pågår någon epidemi orsakad av vaccinbiverkningar. " Newsweek konstaterade att "trailern innehåller obehagliga bilder av föräldrar som framför anekdotiska och ogrundade påståenden om hur vacciner orsakade utvecklingsstörningar, även autism."
The Guardian skrev att "Filmen gör inga försök att beakta vetenskapliga bevis för att föräldrarnas erfarenheter av sina barns autism inte har något att göra med vacciner, eller sammanträffandet att symtom på autism ofta uppträder mellan 12 och 24 månaders ålder, samma tidpunkt när vaccinet mot mässling, påssjuka och röda hund (MPR) ges." 